# Peter Sylow
Peter Ludwig Mejdell Sylow (IPA: /peːtær lʉdviː meːdəl syːlɯːʋ/; ur. 12 grudnia 1832 w Christianii, zm. 7 września 1918 tamże) – norweski matematyk, profesor Uniwersytetu w Christianii (późniejszym Oslo). Zajmował się algebrą abstrakcyjną, głównie teorią grup, zwłaszcza skończonych.

## Życiorys
Od 1858 do 1898 był nauczycielem w szkole w Frederikshaldzie, później w 1862 był zastępczym wykładowcą na uniwersytecie w Christianii, zajmującym się teorią Galois. Tam też w wyniku swoich badań postawił pytanie, które doprowadziło do wyodrębnienia podgrup Sylowa i twierdzeń ich dotyczących. Same twierdzenia opublikował w 1872.
Później wraz z Sophusem Liem był redaktorem prac Nielsa Abela. Mianowany na profesora w 1898.
W 1904 otrzymał Pour le Mérite za Naukę i Sztukę.